# Chloé
Chloé je módní značka, která byla založena v roce 1952 v Paříži na protest proti formalitě 50. let. Zakladatelkou je pařížská návrhářka Gaby Aghion. Jako první tehdy přišla s tzv. „luxury ready-to-wear“, neboli s luxusním oblečením určeným pro každodenní nošení. Chloé rovněž nabízí vlastní řadu parfémů. Jedním z kreativních ředitelů Chloé se stal Karl Lagerfeld, kterého po 31 letech vystřídala módní návrhářka Stella McCartney.